# Holopogon venustus
Holopogon venustus là một loài ruồi trong họ Asilidae. Holopogon venustus được Rossi miêu tả năm 1790.